# LIFE GOES ON!
『LIFE GOES ON!』（ライフ ゴーズ オン）は、藤木直人の6枚目のアルバム。2006年7月19日にポニーキャニオンより発売。

## 概要
前作『COLORMAN』から約1年7ヶ月ぶりのアルバム。先行シングル「HEY! FRIENDS」を含む全12曲を収録。6thアルバム発売に合わせて、8回目の全国ツアー「Naohito Fujiki Live Tour ver7.0 〜KNOCKIN' ON SEVENTH DOOR〜」が13ヶ所15公演行われた。ツアーファイナルは初の日本武道館。
アルバムタイトルは収録曲「LIKE A ROLLING COWBOY」の歌詞から取った“Life goes on!”で、意味は“それでも生きていかなくてはいけない”。そのネガティブさを持つ意味合いが、この世界に何も知らずに飛び込んで思い知らされた自分の心境にマッチするとのこと。また、“人生は続いていく”のだから、自分の持てるものを活かして頑張って生きていかなくてはとポジティブにも解釈でき、ポジティブとネガティブの両方に受け取れる幅のあるこの言葉がタイトルにふさわしいと思ったのだという。
リード曲「HEY! FRIENDS」を手がけた井手コウジを始めとして、前作に続き、楽曲制作には様々な作家陣が参加。自身は、オープニング曲の作詞、2曲のインスト曲、歌詞がアルバムタイトルとなる「LIKE A ROLLING COWBOY」と先行シングルカップリング曲でアルバム未収録の「記憶の雨」の作曲、「years」の6曲を手がけている。
初回盤と通常盤の2種類を発売。初回盤には「HEY! FRIENDS」PV収録のDVDが付属されている。

## 収録曲
1. Knockin' on the door
（作詞:藤木直人/作曲・編曲:高橋圭一）
ライブツアーver7.0のオープニング曲。
2. HEY! FRIENDS
（作詞・作曲:井手コウジ/編曲:鈴木雅也）
先行シングルの表題曲。
3. Horizon
（作詞・作曲:井手コウジ/編曲:鎌田雅人）
4. VOICE LINK
（作詞:市川喜康/作曲:山口寛雄/編曲:前嶋康明）
5. spring
（作曲:藤木直人/編曲:シライシ紗トリ）
2005年4月から2008年3月まで日本テレビ系『おしゃれイズム』で流れた初代オープニングテーマ。番組のために作った自作のインスト曲。
6. LIKE A ROLLING COWBOY
（作詞:三井ゆきこ/作曲:藤木直人/編曲:高橋圭一/ホーン・アレンジ：水江“YOKAN"洋一郎）
7. years
（作詞:藤木直人、井手コウジ/作曲:藤木直人/編曲:鈴木雅也）
音楽デビュー7周年ということでさり気なくアルバム7曲目に配置されているこの曲は、これまでの7年間を支えてくれた人たちへの感謝の気持ちを込めた曲である。
8. thanks
（作曲:藤木直人/編曲:藤木直人、高橋圭一）
自作のインスト曲で日本テレビ系『おしゃれイズム』のBGM。映画撮影でウズベキスタンへ行った時に作った曲。
9. Hound Dog
（作詞・作曲:小林建樹/編曲:小林建樹、シライシ紗トリ）
10. セクシー“GIMME YOUR LOVE”
（作詞・作曲・編曲:シライシ紗トリ）
11. SAMURAI FUNK
（作詞・作曲・編曲:井手コウジ）
12. 君の歌
（作詞・作曲:川村結花/編曲:高橋圭一/ストリングス・アレンジ：クラッシャー木村）
ライブツアーver7.0本編ラストに演奏された曲。

## 演奏
- 藤木直人
  - Vocal
  - Gut Guitar (#5)
  - Acoustic Guitar (#8)
  - Backing Vocal (#10)
- 倉内充：Drums (#1.6.12)
- 種子田健：Bass (#1.6)
- 高橋圭一 (ミュージシャン)高橋圭一
  - Electric Guitar (#1.6)
  - Acoustic Guitar (#6.8)
  - Programming (#1.8)
- 木戸やすひろ：Backing Vocal (#1.6)
- 久米康隆：Electric Guitar (#2)
- 古川ヒロシ
  - Acoustic Guitar (#2.7.11)
  - Electric Guitar (#7.11)
- 鈴木雅也
  - Programming (#2.7)
  - Backing Vocal (#2)
- ko-saku, 鬼頭利枝, 河崎亜美, 関亜紀子, 岩本綾美, 石井由紀, 川合陽子, 河本淳子, 山浦由佳, 征矢真理子, 山内毅：Backing Vocal (#2)
- 出口新介：Backing Vocal (#2.3.7.11)
- 井手コウジ
  - Backing Vocal (#2)
  - Programming (#11)
- 朝倉真司：Drums (#3)
- 中川量：Bass (#3)
- 円山天使：Guitar (#3)
- 鎌田雅人：Programming (#3)
- 柴山洋：Oboe (#4)
- 桐山なぎさストリングス：Strings (#4)
- 前嶋康明：Keyboards & Programming (#4)
- 知野芳彦：Backing Vocal (#4)
- 梅沢茂樹：Bass (#5.9)
- シライシ紗トリ
  - Acoustic Guitar (#5)
  - Electric Guitar (#9)
  - Backing Vocals (#9.10)
  - All Other Instruments (#10)
- 山本隆太：Piano (#5)
- 今野均：Violin (#5)
- 桑山哲也：Accordion (#5)
- 田邊晋一：Percussion (#5)
- 杉山卓夫：Piano (#6.12)
- YOKAN：Trumpet, Baritone Sax (#6)
- 斎藤幹雄：Trumpet (#6)
- 井上昇：Trombone (#6)
- 包国充：Alto Sax (#6)
- 佐藤公彦：Tenor Sax (#6)
- 高橋知治：Harp (#6)
- 横瀬卓哉：Drums (#7)
- 斉藤ルイ：Backing Vocal (#7)
- 春日利之：Drums, Cajon (#9)
- 小林建樹：Acoustic Guitar, Keyboards, Backing Vocal (#9)
- 北岡徹也：Manipulation (#9)
- 三沢またろう：Percussion (#10)
- 高良舞子：Backing Vocal (#10)
- 美久月千晴：Bass (#12)
- 弦一徹、永田真希、森琢哉、金子芳子：Violin (#12)
- クラッシャー木村、梶谷裕子：Violin, Viola (#12)
- 阿部雅士、岩永知樹：Cello (#12)
- 吉川智子 (AMAZONS)、渡辺麻美、熊耳桃子、大澤未和、山田聡美、佐藤摩依子、若林世莉奈、茅野奈緒美、藤沼あすか、広村真奈美、平野友理恵、森ひとみ、根本美雪、吉川景子：Backing Vocal (#12)